# Ґолем (фільм, 1979)
«Ґолем» (пол. Golem) — польський постапокаліптичний фільм 1979 року режисера Пйотра Шулькіна. Головні ролі виконували Марек Вальчевський, Маріуш Дмоховський і Кристина Янда. Сценарій натхненний єврейською легендою і романом Густава Майрінка з однойменною назвою.

## Сюжет
Кілька десятків років після глобальної ядерної катастрофи. За дорученням тоталітарної диктатури науковці працюють над поліпшенням людей. Перша покращена людина — Пернат, якому вчені видалили пам'ять. Агенти постійно за ним спостерігають. До того ж йому нав'язується сусід Холтрум, який має манію створення досконалої людини, і вважає, що Пернат — гарний зразок для цього. Після спроби втечі Перната звинувачують у вбивстві Холтрума і садять його в тюрму. Знову вдосконалений вченими, Пернат перетворюється на ватажка.

## Ролі
- Марек Вальчевський — Пернат
- Маріуш Дмоховський — Холтрум
- Кристина Янда — Розина
- Кшиштоф Майхжак — брат Розини
- Йоанна Жулковська — Міріам
- Вєслав Джевіч — батько Міріам
- Ришард Петруський — агент, прикидається сажотрусом
- Еміль Каревич — начальник науковців
- Аркадіуш Базак — начальник вчених
- Анджей Северин — лікар, «творець» Перната
- Маріан Опаня — лікар, «творець» Перната
- Збігнев Бучковський — медбрат
- Богуслав Собчук — офіцер слідчого відділу
- Войцех Пшоняк — ув'язнений
- Анна Ярачувна — старенька

## Нагороди
- Нагорода Баскійскійського фотографічного товариства на МКФ в Сан-Себастьяні, 1980.
- Гран-прі на Міжнародному Кінофестивалі науково-фантастичних фільмів — Мадрид, 1981.

## Рейтинг
Рейтинг фільму на сайті IMD — 6,9/10.